# Четвърти македонски конгрес
Четвъртият македонски конгрес на Македонската организация в България се провежда между 15 и 21 юни 1897 година. Конгресът се свиква поради оставката на генерал Данаил Николаев.

## Делегати
| Делегати                              | Делегати               | Делегати  |
| Дружество                             | Делегати               | Бележка   |
| ------------------------------------- | ---------------------- | --------- |
| Бургаско македонско дружество         | Иван К. Божинов        |           |
| Варненско македонско дружество        | Дамян Перелингов       |           |
|                                       | Георги Серафимов       |           |
| Дупнишко македонско дружество         | Никола Пъдарев         |           |
| Златишко македонско дружество         | Георги Н. Чолаков      |           |
| Кочериновско македонско дружество     | Стефан Константинов    |           |
| Кюстендилско македонско дружество     | Константин Попгеоргиев |           |
|                                       | Асен Хадживасилев      |           |
| Ломско македонско дружество           | Коста Арсениев         |           |
| Лъдженско македонско дружество        | Иван Попниколов        |           |
| Новоселско македонско дружество       | Иван Топчев            |           |
| Оряховско македонско дружество        | Иван Димитров          |           |
| Осоишко-саранско македонско дружество | Иван Грънчаров         |           |
| Радомирско македонско дружество       | Георги Стоев           |           |
| Рилско македонско дружество           | Христо Лазаров         |           |
| Русенско македонско дружество         | Петър Тантилов         | самоотвод |
| Самоковско македонско дружество       | Климент Шапкарев       |           |
| Сливенско македонско дружество        | Благой Николов         |           |
|                                       | Тома Апостолов         | касиран   |
| Софийско македонско дружество         | Дамян Груев            |           |
|                                       | Хр. Димитров           |           |
| Станимашко македонско дружество       | Коста Шахов            |           |
| Татарпазарджишко македонско дружество | Никола Алексиев        |           |
| Шуменско македонско дружество         | Яков Янков             |           |

Така на конгреса заседават 22 делегати от 19 дружества. За председател на бюрото на конгреса е избран Йосиф Ковачев, за подпредседател Христо Станишев, а за секретари - Никола Пъдарев и Димитър Ляпов.

## Решения
Основните решения на конгреса са:
| „ | Реши се, числото на членовете [на Върховния комитет] да се намали на 6 души и да има двама в резерва... За да може да се премахне убийствената апатия към македонското дело, необходимо е комитетът да издава свой вестник, с който да може да поддържа духа и държи в течение работите на македонските дружества... Реши се, всяка година комитетът непременно да изпраща по един агитатор, за да съживява дружествата... Комитетът трябва да има инспекция за контролиране и окуражаване на дружествата... Подписката на облигациите [за патриотичния заем] трябда да продължи. На българското правителство трябва да гледаме като на наше. Да черпим поддръжки както от правителството, така и от опозицията, т.е. от народа. Трябва да осъждаме тогова или оногова като пречка на делото, но не трябва да заявяваме, че ще очакваме добро само от тази или онази партия. На Русия трябва да гледаме по делата ѝ. Ако тя ни пречи, трябва да ѝ заявим, че това което върши, е в наша вреда. И ако тя отиде по-надалеч, то ние явно трябва да се обявим против нея; защото и благоговеенето има свои граници. За въстание ние трябва да се готвим още отсега. Най-голямото желание на конгреса е щото бъдещият комитет да влезе в сношение с Вътрешната организация. Иначе всичко за делото е изгубено. Само в единството е нашето спасение. Но въстанието трябва да се повдигне само когато то бъде напълно подготвено и когато политическите условия благоприятствуват. | “ |

## Нов Върховен комитет
На последното заседание на 21 юни, в отсъствието на Никола Алексиев, Христо Лазаров, Иван Попниколов, Георги Стоев и Коста Арсениев, е избран нов състав на комитета. Избрани членове са:
| Редовни членове - Христо Станишев (20 гласа) - Димитър Ляпов (19 гласа) - Андрей Ляпчев (15 гласа) - Георги Георгов (21 гласа) - Атанас Казанджиев (14 гласа) - Гоце Делчев (18 гласа) | Резервни членове - Коста Шахов (2 гласа) - Полихрон Нейчев (2 гласа). |

Гоце Делчев писмено отхвърля избора си.